# Sukkulent
Sukkulenter (fra latin succus, "saftig") er planter med saftige kødfulde rødder, blade og/eller stængler:
- Rodsukkulent f.eks. Asparges (Asparagus), Madagaskarsøjle-slægten.
- Stængelsukkulent f.eks. Kaktus, Vortemælk-familien (Euphorbiaceae) og Ådselkaktus (Stapelia).
- Bladsukkulent f.eks. Aloe, Agave, Krassula , Roset-slægten (Echeveria) og Koralranke (Kalanchoë).

Eksempler på sukkulenter kan findes i flg. plantefamilier:
- Kaktus-familien
- Agave-familien
- Singrøn-familien
- Lilje-familien (Liliaceae), Aloe, Aloe vera
- Agave-familien (Agavaceae), Agave americana
- Singrøn-familien (Apocynaceae)
- Stenurt-familien (Crassulaceae), Paradistræ (Crassula ovata)
- Mesembryanthemaceae, Aizoaceae